# Hajós Ferenc (jogász)
Hajós Ferenc (Budapest, 1935. június 17.) szlovéniai magyar jogász, diplomata.

## Életútja
Családja kétszáz évre visszavezethetően lendvai, nagyapja, kakasdi Hajós Mihály, a lendvai polgárság kiemelkedő alakja a 19. század második feléből. Az elemi iskolát is ott végezte, majd a középiskola után a zágrábi egyetem jogi karára iratkozott, ahol 1958-ban szerzett diplomát. Ezzel egyidőben zenei tanulmányokat is folytatott Zágrábban. 1960 és 1961-ben a muraszombati szimfonikus zenekar karmestere volt. Később a lendvai járásbíróságon bíró, majd a bíróság elnöke.
1963 óta vesz részt aktívan a muravidéki nemzetiségi életben, tagja volt a szlovén nemzetiségi és határmenti kapcsolatokkal foglalkoztató bizottságnak. 1964-1984 között a lendvai önkéntes tűzoltó egyesület elnöke, 1972-1974 között a muravidéki jogászok egyesületének elnöke. Tanulmányaiban és cikkeiben a Szlovénia magyar kisebbség jogi helyzetével foglalkozik, magyarra fordította a szlovén alkotmányt, a szlovén parlament alkotmányügyi bizottságának tagja.
1992-1998 között a frissen függetlenné vált Szlovénia első budapesti nagykövete. Kinevezése nagy visszhangot váltott ki, hiszen rendkívül szokatlan, hogy egy állam az egyik kisebbségéhez tartozó diplomatát küldjön ilyen felelős beosztásba annak anyaországába. 1999-től tagja az Európa Tanács azon bizottságának, amely a nemzetiségi kisebbségek védelmével foglalkozik.

## Műve
Egyenjogúság és alkotó jellegű együttélés. Lendava: Magyar Nemzetiségi Önigazgatási Érdekközösség, 1982. 183. p.

## Díjai, elismerései
- Bethlen Gábor-díj (1991)[3]